# 詩畫
詩畫指的是「融合詩與畫為一體」的藝術作品。
語源來自15世紀初。自13世紀初水墨畫傳入日本後，歷經百年，於室町時代發展出將符合圖畫意境的詩句，寫在畫面余白「詩畫軸山水」。「詩畫軸山水」強調「詩、書、畫一體」，目前發現最為古老的詩畫軸山水，是推斷作於1405年，以杜甫的詩為題材所作的「柴門新月図（さいもんしんげつず）」。而在15世紀前半所繪製代表性作品另有「渓陰小築図」、「竹斎読書図」、「水色巒光図」等。
現代日文中「詩畫」一詞，除了指「詩畫軸山水」之外，也跳脫了水墨畫的範疇，用於指稱「融合詩與畫為一體」的藝術作品。這種作品在乍看之下似乎是以「畫」為主體，但其實由於重視詩與畫的交融，其實「符合圖畫意境的詩句」與「符合詩句意境的圖畫」是彼此相依，缺一則無法完整表達作品之意。
近代最具代表性的日本現代詩畫作家是星野富弘，其作品以花卉最為著稱。

## 外部連結
- 富弘美術館 （页面存档备份，存于） - 星野富弘美術館官網